# 富永重吉
富永 重吉（とみなが しげよし）は、戦国時代から江戸時代初期の武将。名は参吉（しげよし）とも。

## 生涯
富永氏は北条早雲の代から後北条氏に仕え、父は垪和氏続の配下となり、駿河興国寺城における武田氏との戦いで戦傷死している。重吉も最初垪和氏に従い伊豆湯川城で武田軍と戦って武功を立てたほか、上野の由良国繁や下野の佐野宗綱、皆川広照、宇都宮広綱との戦いに転戦し、また沼尻の合戦など佐竹氏との戦い、天正10年（1582年）神流川の戦いでも武功があった。天正18年（1590年）小田原征伐では包囲軍の中村一氏隊と対峙。城外に出て戦い、また蒲生氏郷陣への夜襲にも参加した。
小田原城落城後は北条氏直に従って高野山に上ったが、文禄元年（1592年）徳川家康に召されて仕官し、文禄3年（1595年）武蔵国都筑郡に250石を領した。慶長5年（1600年）関ヶ原の戦いに従軍し、戦後は伏見城の城番となる。慶長19年（1614年）大坂の陣にもいずれも従軍した。元和8年（1622年）550石を加増され普請奉行となり、のち屋敷奉行、鎗奉行を歴任。寛永10年（1623年）甲斐国に加増を得て計1,300石となった。重吉は剣術に長けていたため、徳川家光の教授役であった。子孫はこの剣術を富永流として後世に伝えた。